# 6589 Jankovich
6589 Jankovich (1985 SL3) là một tiểu hành tinh vành đai chính được phát hiện ngày 19 tháng 9 năm 1985 bởi N. S. Chernykh và L. I. Chernykh ở Đài vật lý thiên văn Crimean.